# Hozat
Hozat (von armenisch Xozat – „abgeerntetes oder braches Feld“) ist eine Stadt und Hauptort des gleichnamigen Landkreises (İlçe) in der ostanatolischen Provinz Tunceli. Die Stadt liegt 49 Straßenkilometer (Luftlinie: 28 km Luftlinie) westlich der Provinzhauptstadt Tunceli.
Hozat war im Osmanischen Reich Zentrum des kurzzeitig bestehenden Vilâyet Dersim, das später zu einem Sandschak des Vilâyet Mamuretül-Aziz wurde. Nach dem Ersten Weltkrieg wurden die alten osmanischen Vilâyets aufgelöst und die Sandschaks, nun unter der Bezeichnung „Vilayet“ (später umbenannt in İl) die höchste Instanz der türkischen Territorialverwaltung. 1938 im Zusammenhang mit dem Dersim-Aufstand und der Umbenennung der Provinz in Tunçeli wurde das Provinzzentrum verlegt und Hozat sank zum Zentrum eines untergeordneten Kaza herab. 
Hozat, 1848 Sandschakhauptort, zählte 1875 erst 50 Häuser. 1876 bis ca. 1879 war es Kazazentrum, 1879 wieder Sandschak- und 1880 bis 1888 Vilâyethauptort. Gleichzeitig wurde der benachbarte Kazahauptort Mazgırt zum Sandschakzentrum erhoben. Ab 1888 wurde Hozat erneut Sandschak und Mazgırt Kaza. 1921 erschien Hozat nochmals für drei Jahre als Zentrum des Vilayets Dersim und 1923 als Kaza des Vilâyets Elâzığ (Mamuretül-Aziz). 1937 bis 1939 erneut eigenes Vilayet (Dersim), gab Hozat endlich seine Funktion an Kalan (Tunceli) ab und blieb Kazahauptort im Vilâyet Tunceli. Tunceli selbst existierte im 19. Jahrhundert nur als Dorf Mamiki. Als Kalan übernahm es 1937 bis 1939 das erloschene Kaza von Pah und wurde danach zum Nachteil Hozats Hauptort des Vilâyets Tunceli.
Heute liegt der zweitkleinste Kreis im Westen der Provinz und hat keine Außengrenzen zu anderen Provinzen. Im Norden grenzt er an den Kreis Ovacık, im Osten an den zentralen Landkreis (Merkez) der Hauptstadt Tunceli, im Süden an den Kreis Pertek und im Westen an den Kreis Çemişgezek.
Im Norden des Kreises liegen Berge mit einer Höhe von 2500 m (Yılan Dağı und Sarı Saltık). Richtung Pertek sinkt die Höhe auf 1000 m über NN. Zazaisch und Kurmandschi sind die häufigsten Sprachen des Landkreises. Armenisch war bis zum Genozid an den Armeniern auch verbreitet.
Neben der Kreisstadt (64,5 % der Kreisbevölkerung) besteht der Kreis aus 28 Dörfern (Köy) mit durchschnittlich 73 Bewohnern, die Skala der Einwohnerzahlen reicht von 236 (İn) herunter bis auf 10 (Uzundal). 13 Dörfer haben mehr Einwohner als der Durchschnitt, 22 haben weniger als 100 Einwohner.
Mit einer Bevölkerungsdichte von 8,7 Einw. je km² reicht der Kreis knapp an den Provinzwert von 11,0 heran.

## Söhne und Töchter der Stadt
- Ahmet Aslan (* 1971), Musiker
- Erdoğan Emir (* 1983), Musiker